# Tsjavdar Sofia
Tsjavdar Sofia (Bulgaars: Чавдар София) was een Bulgaarse sportclub uit de hoofdstad Sofia.  

## Geschiedenis
De club ontstond op 9 november 1944 na een fusie tussen AS 23 Sofia, Sjipka-Pobeda Sofia en Tsar Boris III Sofia. De club was in meerdere sporten actief. In het voetbal speelde de club in de lokale competitie van Sofia. na een 6de plaats in 1945 en een 5de in 1946 werd de club in 1947 tiende en degradeerde naar de tweede klasse. In 1948 kwam de club onder de hoede van het Bulgaarse leger te staan en nam de naam TsjDV aan. Op 4 mei 1948 fuseerde de club met Septemvri tot Septemvri pri TsjDV, wat later zou uitgroeien tot CSKA Sofia. 